# RV G.O.Sars
RV G.O.Sars – statek badawczy zwodowany w Bergen w maju 2003.
Statek zastąpił stary statek badawczy o tej samej nazwie. Armatorami są norweski Instytut Badań Morskich i Uniwersytet w Bergen. Na statku zastosowano najnowocześniejsze technologie do badań biologii mórz. Płynąc jest cichszy od konwencjonalnych statków badawczych o 99%.
Nazwany jest na cześć norweskiego hydrozoologa Georga Ossiana Sarsa.